# Цератопсиди
Цератопсиди (Ceratopsidae) — родина птахотазових динозаврів. Більшу частину представників цієї родини відрізняла наявність черепів з кістковими щитами й великих рогів. Щити служили їм не тільки для захисту від хижаків, але і для прикраси під час шлюбних церемоній, як сучасним носорогам. Цератопси належали до останньої родини рослиноїдних, яка займала вищий щабель в еволюції динозаврів перед їхнім повним вимиранням 66 млн років тому. Цератопсиди були розміром від великої собаки до величезного буйвола. Вели вони, очевидно, стадний спосіб життя і населяли всю північну півкулю.

## Опис
У цератопсид було від одного до чотирьох рогів на носі та бровах. У більшості видів один ріг знаходився на центрі носа. Деякі види мали широку, приплющену носову шишку замість рогів, яка напевно була покрита подушкою з потовщеною шкірою на зразок тієї, яка є у сучасних вівцебиків. Роги були не тільки на носах і бровах цих динозаврів; вони також перебували уздовж периметра коміра і прикрашали собою кістяні щоки.

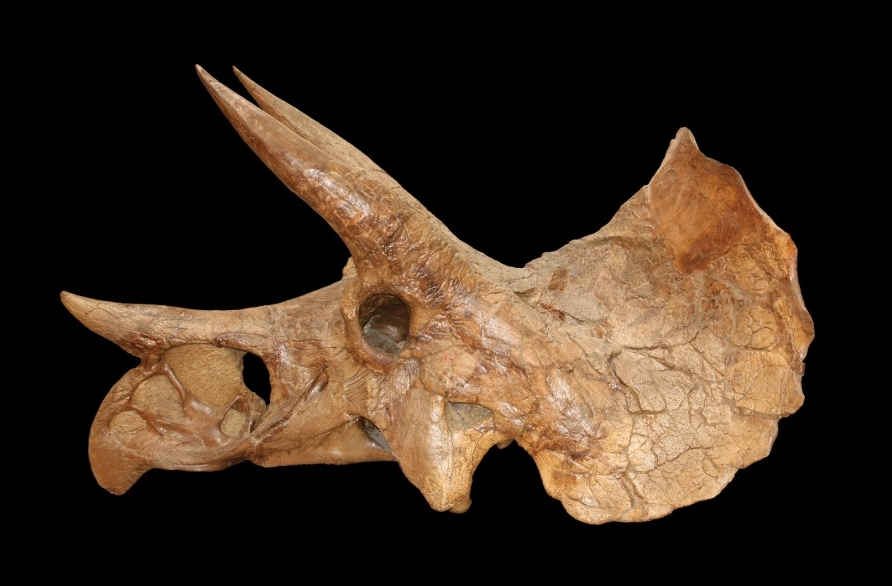
Череп трицератопса

Черепа цератопсид, включаючи «комір», є одними з найбільших і важких у будь-якої групи сухопутних хребетних тварин. Череп торозавра, типового великого цератопсида сягає від 2,2 до 2,6 метра завдовжки. Ніздрі були великі та з'єднані з довгою системою носових проходів, які могли бути використані, щоб провітрювати мізки в цій великій голові. Черепа цератопсід включають додаткову порожнину між зовнішньою стінкою і стінкою мозку. Це напевно діяло як засіб проти струсу і шоку, коли самці-суперники буцали один одного лоб в лоб.
У цератопсид були ряди добре розвинених зубів. На відміну від їх більш давніх родичів пситакозаврів і протоцератопсидів — чиї зуби були лише слабо притиснуті один до одного і змінювалися тільки зрідка — цератопсиди розвинули набори тісно притиснутих один до одного зубів, які могли бути постійно замінені. Зуби перебували за щоками й стояли в колонах, кожна з яких містила до чотирьох нових зуби під першим зубом, який знаходився на самому верху. Враховуючи ці запасні зуби, дорослий трицератопс мав майже 600 зубів у роті в будь-який час. Ці колони зубів притискалися один до одного, що створити довгу, ріжучу поверхню. Верхівки зубів були плоскими, але мали гострий виступ на поверхні. Коли зуби верхньої та нижньої щелепи стикалися один з одним, вони діяли як десятки ножиць, які різали рослинність, яка перебувала між щелепами. Ці зуби не були плоскими й не могли бути використані для ефективного жування або пережовування їжі. Їжа заковтувалась цільними шматками й пізніше переварювалась в кишках.
«Комір» на шиї цератопсид був добре розвинений і зазвичай дуже великим. Він був зроблений з цільної кістки у деяких цератопсид, наприклад трицератопса, але зазвичай в його кістках були отвори, наприклад у хасмозавра. Ці оторри здавалися круглими віконцями в кістках «коміра».
Цератопсиди були чотириногими. Їхні задні ноги були міцно поставлені прямо під їхніми тілами, але передні кінцівки були дещо зігнуті в ліктях. Їхні пальці були округленими й тупими й на передніх, і на задніх ногах. При необхідності, цератопсиди могли бігти або швидко йти, але, напевно, не так швидко, як сучасний носоріг, чиї передні ноги так не вигнуті.
Хребет цератопсід був зрощеним у двох місцях. Вони мали чотири зрощених хребці там, де шия з'єднувалася з важким черепом, і було 10 задніх хребців, які утворювали міцний зв'язок із задньою частиною динозавра.

## Класифікація

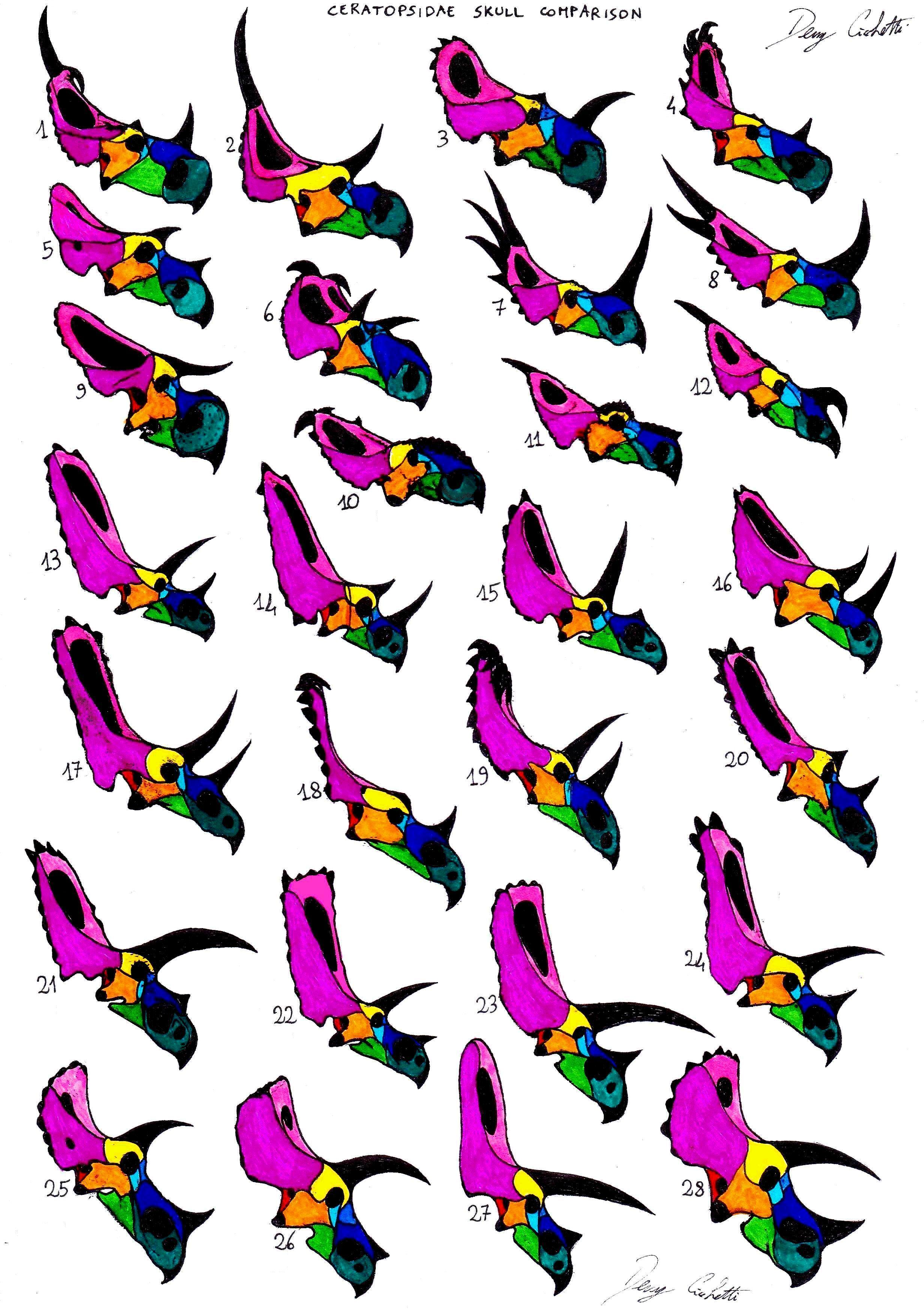
Черепа різних цератопсид

- Родина Цератопсиди
  - Підродина Centrosaurinae
    -  Albertaceratops — (? Альберта, Канада і Монтана, США)
    -  Avaceratops — (Монтана, США)
    -  Brachyceratops — (Монтана, США та Альберта, Канада)
    -  Centrosaurus — (Альберта, Канада)
    -  Coronosaurus — (Альберта, Канада)
    -  Diabloceratops — (Юта, США)
    -  Monoclonius — (Монтана, США та Альберта, Канада)
    -  Nasutoceratops — (Юта, США)
    -  Rubeosaurus — (Монтана, США)
    -  Spinops — (Альберта, Канада)
    - Stellasaurus — (Монтана, США)
    -  Styracosaurus — (Альберта, Канада і Монтана, США)
    -  Xenoceratops — (Альберта, Канада)
    - Триба Pachyrhinosaurini
      -  Achelousaurus — (Монтана, США)
      -  Einiosaurus — (Монтана, США)
      -  Pachyrhinosaurus — (Альберта, Канада & Аляска, США)
      -  Sinoceratops — (Shandong, Китай)

  - Підродина Ceratopsinae
    -  Ceratops — (Монтана, США та Альберта, Канада)

  - Підродина Chasmosaurinae
    -  Agathaumas — (Вайомінг, США)
    -  Agujaceratops — (Техас, США)
    -  Anchiceratops — (Альберта, Канада)
    -  Arrhinoceratops — (Альберта, Канада)
    -  Chasmosaurus — (Альберта, Канада)
    -  Coahuilaceratops — (Коауїла, Мексика)
    - Dysganus ? — (Монтана, США)
    -  Judiceratops — (Монтана, США)
    -  Kosmoceratops — (штат Юта, США)
    -  Medusaceratops — (Монтана, США)
    -  Mojoceratops — (Альберта і Саскачеван, Канада)
    -  Pentaceratops — (Нью-Мексико, США)
    -  Polyonax ? — (Колорадо, США)
    -  Utahceratops — (Юта, США)
    -  Vagaceratops — (Альберта, Канада)
    - Триба Triceratopsini
      -  Eotriceratops — (Альберта, Канада)
      -  Nedoceratops — (Вайомінг, США)
      -  Ojoceratops — (Нью-Мексико, США)
      -  Tatankaceratops — (Південна Дакота, США)
      -  Titanoceratops — (Нью-Мексико, США)
      -  Torosaurus — (Вайомінг, Монтана, Південна Дакота, Північна Дакота, і Юта, США та Саскачеван, Канада)
      -  Triceratops — (Montana & Вайомінг, США і Саскачеван та Альберта, Канада)